# Everest (película)
Everest es una película estadounidense dramática y de aventura estrenada el 18 de septiembre de 2015, dirigida por Baltasar Kormákur y escrita por Justin Isbell y William Nicholson. La cinta, que tiene como protagonistas a Jason Clarke, Josh Brolin, John Hawkes, Robin Wright, Michael Kelly, Keira Knightley, Emily Watson, Sam Worthington y Jake Gyllenhaal, narra la tragedia ocurrida en el monte Everest el 10 de mayo de 1996, en la que ocho alpinistas fallecieron debido a una tormenta.
La película se estrenó en el Festival Internacional de Cine de Venecia el 2 de septiembre de 2015, y se proyectó en cines el 18 de septiembre del mismo año.. La narración se centra en los intentos por sobrevivir de dos expediciones de montañistas, una liderada por Rob Hall (Jason Clarke) y la otra por Scott Fischer (Jake Gyllenhaal). El director Kormákur, Universal Pictures, Walden Media, Cross Creek Pictures y Working Title Films le dedicaron la película en 3D a la fallecida actriz británica Natasha Richardson.
Se editó por primera vez en formato IMAX 3D el 11 de septiembre de 2015 en el Reino Unido, y en IMAX 3D, RealD 3D y en 2D internacionalmente, y exclusivamente en IMAX 3D el 18 de septiembre de 2015 en 545 salas de cine de Estados Unidos y Canadá, así como en otros 36 países. El 25 de septiembre de 2015 se proyectó en 3006 salas de cine de Estados Unidos. La película recibió calificaciones positivas de los críticos y generó unos beneficios de 203 millones de dólares en todo el mundo.

## Argumento
En marzo de 1996, varias expediciones comerciales llegan al campo base del Everest para organizar una escalada a la cumbre. Rob Hall, quien fuera pionero en popularizar las escaladas guiadas al Everest, lidera el equipo de Adventure Consultants. Scott Fischer es el guía principal de la compañía rival Mountain Madness. Entre los clientes de Rob se encuentran Beck Weathers, escalador experimentado, Doug Hansen, un cartero persiguiendo su sueño, y la escaladora veterana Yasuko Namba, que espera completar su ascenso a las Siete Cumbres. El periodista de la revista Outside, Jon Krakauer también forma parte del equipo de Rob. Helen Wilton dirige el campamento base de Rob.
Un mes antes, en Nueva Zelanda, Rob se despide de su esposa Jan, que se encuentra embarazada, y le promete que regresará a casa para el nacimiento de su bebé. En el campo base, Rob recibe un fax de Jan, informándole de que el bebé que espera es niña. Él quiere llamarla Sarah, pero Jan se niega.
Preocupado por el amontonamiento de escaladores en la montaña, Rob convence a Scott para cooperar entre compañías y reducir los retrasos. En el ataque a la cumbre, el equipo de Rob parte del campo IV antes del amanecer, planeando llegar a la cima e iniciar el regreso a las 2 p. m., hora límite segura para poder llegar al campamento antes del anochecer. Sufren un retraso de una hora después de descubrir que las cuerdas fijas no han sido instaladas en los tramos superiores de la subida. Beck sufre problemas en los ojos y se detiene. Rob le ordena no continuar si su condición no mejora en media hora. Scott se apresura a volver al campamento para ayudar a uno de sus clientes, pero tiene la intención de volver a subir. Rob le advierte sobre el esfuerzo excesivo.
Rob alcanza la cima a tiempo y es acompañado por otros escaladores, incluida Yasuko que, con júbilo, planta la bandera de Japón en la nieve. Durante el descenso, Rob encuentra a Doug luchando por encima del escalón de Hillary y le ordena regresar. Doug dice que ya no tendrá otra oportunidad de nuevo e insiste en continuar. Rob accede de mala gana y juntos alcanzan la cima después de las 4 p. m.. También en la cima se encuentra Scott, exhausto y cada vez más enfermo por un edema pulmonar de altitud.
Mientras Rob ayuda a Doug a descender, una tormenta de nieve golpea la montaña. La botella de oxígeno de Doug se termina, y cae en un estado de semi-consciencia. Sobre la ruta, no hay ninguna botella llena de oxígeno donde Rob pidió que fueran instaladas. Rob llama por radio a Helen para que envíe a alguien con oxígeno. Doug, que es dejado brevemente por Rob, se desprende de la cuerda fija y en un estado aturdido por la hipoxia, camina vacilante por un sendero extremadamente angosto en el flanco de la montaña. Un instante después, cae en silencio a su muerte.
La condición de Scott empeora. Le ordena a su sherpa que continúe descendiendo sin él, y se recuesta a esperar la muerte. Los escaladores que se encontraban descendiendo alcanzan a Beck, con su visión aún deteriorada. Juntos, se pierden cuando la tormenta borra el camino de regreso. Por la noche, durante un descenso en la intensidad de la tormenta, los escaladores divisan el campamento y tres de ellos se adelantan por ayuda, dejando atrás a Yasuko y a Beck.
El guía secundario Andy 'Harold' Harris llega hasta Rob con el oxígeno, pero la válvula está congelada. Ambos se acurrucan en la tormenta. Mientras Rob duerme, Andy tiene alucinaciones, tal y como la doctora del campamento base había advertido que podía suceder a gran altura, y comienza a quitarse la ropa exterior. Se resbala sobre la superficie congelada y se desliza cuesta abajo, para no ser vuelto a ver. Por la mañana, Rob le informa por radio a Helen que Doug y Andy murieron, y que sus manos y pies están congelados. Helen se comunica con Jan, con la esperanza de que Rob responda al escuchar su voz. Jan le dice a Hall que debe empezar a moverse. Rob le dice que tiene frío pero que está cómodo y le pide que llame Sarah a su bebé. Muere poco después.
Los escaladores que lograron regresar al campo IV informan al campamento base que Yasuko y Beck están varados. Las condiciones climáticas son peligrosas para un rescate. Helen se comunica con la esposa de Beck, Peach, y le informa de la situación. Por la mañana, Beck recupera milagrosamente la conciencia, observa que Yasuko ya murió, y camina por sí solo dando tropiezos hasta el campo IV, para asombro de todos. Tiene congelaciones severas y necesita ayuda médica urgente. Peach llama a la Embajada de Estados Unidos y organiza un rescate con helicóptero. El vuelo es peligroso por el aire tan débil, pero el teniente coronel Madan Khatri Chhetri logra exitosamente la evacuación médica de gran altura. Uno de los guías de Scott, Anatoli, asciende de nuevo sólo para encontrar el cuerpo de aquel congelado.
De regreso a casa, Helen tiene un emotivo encuentro con Jan, que da a luz más tarde y pone el nombre de Sarah a su hija. Beck regresa con su familia, lleno de vendajes. Los títulos finales explican al espectador que Beck perdió ambas manos y la nariz debido a la grave congelación, y que el cadáver de Rob permanece en el Everest. También se muestran fotografías reales de los otros escaladores que también murieron.

## Reparto

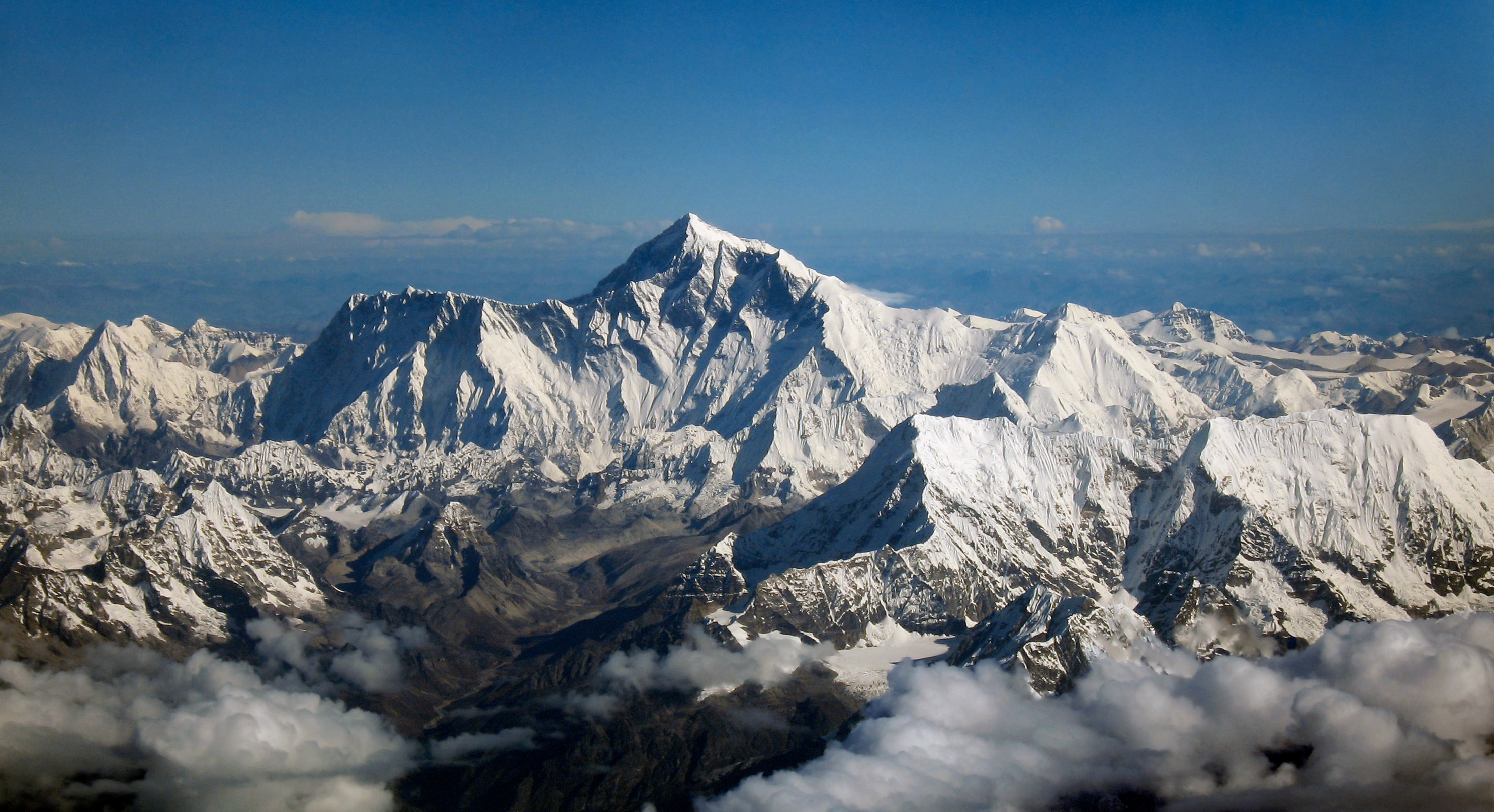
Con 8848 metros, el monte Everest es la montaña más alta del mundo.

- Jason Clarke, como Rob Hall, el líder neozelandés de un grupo de expedición.
- Jake Gyllenhaal, como Scott Fischer, el líder estadounidense de un grupo de expedición.
- Josh Brolin, como Beck Weathers, un escalador de Texas.
- John Hawkes, como Doug Hansen, un escalador estadounidense.
- Keira Knightley, como Jan Hall, la esposa embarazada de Rob Hall.
- Sam Worthington, como Guy Cotter.
- Robin Wright, como Peach, la esposa de Weathers.
- Emily Watson, como Helen Wilton.
- Elizabeth Debicki, como Dr. Caroline Mackenzie.
- Thomas M. Wright, como Michael Groom, un montañista australiano.
- Michael Kelly, como Jon Krakauer.
- Vanessa Kirby, como Sandy Hill.
- Clive Standen, como Ed Viesturs.
- Tom Goodman-Hill, como Neal Beidleman.
- Ingvar Eggert Sigurðsson, como Anatoli Bukréyev.
- Martin Henderson, como Andy Harris.
- Micah Hauptman, como David Breashears, un montañista y documentalista.
- Naoko Mori, como Yasuko Namba, montañista, segunda mujer japonesa en ascender las siete cumbres.

## Producción

### Desarrollo
Baltasar Kormákur fue el encargado de dirigir la película escrita por Simon Beaufoy y Mark Medoff —con adaptaciones previas de Justin Isbell y William Nicholson— y producida por Working Title Films. Universal Pictures fue a su vez la encargada de distribuir la cinta en los Estados Unidos. La producción estuvo a cargo de Tim Bevan y Eric Fellner. En septiembre de 2013, Emmett/Furla Films fue confirmada para cofinanciar el proyecto, pero se retiró dos meses después.
El 12 de noviembre de 2013, seis días después de que el rodaje debiera comenzar, Cross Creek Pictures y Walden Media se unieron a la producción para financiarla con un presupuesto de 65 000 000 de dólares. La producción de Everest comenzó el 13 de enero de 2014 en los Alpes de Ötztal, en Italia, mudándose posteriormente la filmación a Nepal e Islandia. El 11 de diciembre de 2013, The Hollywood Reporter informó que la Junta Cinematográfica Regional de Alto Adigio, en Italia, había donado un millón de dólares extra para financiar la película.
El 30 de enero de 2014, Universal Pictures fijó el estreno de la cinta para el 27 de febrero de 2015, pero el 21 de marzo decidió postergarlo hasta el 18 de septiembre de 2015.